# Character
Character er det syvende album fra det svenske melodiske dødsmetal-band Dark Tranquillity, som blev udgivet den 25. januar 2005 gennem Century Media Records. Albummets single "Lost to Apathy" var også inkluderet på ep'en af samme navn der blev udgivet året forinden Character.
Albumproduktionen fandt sted i februar til marts 2004 i de tre studier Studio Fredman, The Room og Rogue Music hvor gruppen med undtagelse af mastering og miksning producerede hele albummet selv. På grund af kontrakt fornyelse med Century Media Records blev Character først udgivet et år efter dets færdiggørelse.

## Produktion
"Studiearbejdet er det mest kedelige nogensinde," forklarede vokalisten Mikael Stanne i et interview, og for at mindske studietiden så meget som muligt, komponerede de størstedelen af riffene derhjemme, hvorefter de bragte dem med i øvelokalet og eksperimenterede med forskellige ideer og opsætninger. Efter færdiggørelsen af dette begyndte Stanne at skrive tekster til sangene, så det hele var klart inden de tog i studiet. "Det tager lang tid med seks personer involveret", forklarede Sundin, "det vigtigste er at skrive sange, du er tilfreds med. Ellers er du mere en underholder end en musiker, hvilket kan være fint, men er muligvis ikke det primære mål."
Character blev indspillet i perioden februar til marts 2004 i tre forskellige studier: Trommerne i Studio Fredman, guitarene, bassen og vokalen i The Room og elektronikken i Rogue Music, hvilket sammenlagt tog cirka fem uger, og en uge på miksningen i Studio Fredman af Fredrik Nordström, og mastering af Peter in de Betou i Tailor maid. Størstedelen af produktionen stod Dark Tranquillity selv for. På grund af kontrakten med Century Media Records skulle genfornys, gik der et år inden bandet fik udgivet albummet, og i mellemtiden så sig nødsaget til at udgive epen Lost to Apathy, for at fremvise nyt materiale. Indspilningstiden blev yderligere trukket ud, da bandet var fast besluttet på at lave 11 gode sange, hvor ingen blev ladt til overs, som de havde gjort før i tiden.
Om selve skriveprocessen udtalte Stanne: "Det er altid svært for mig at skrive tekster. Det tager lang tid. Du må hidse dig op, udsætte sig selv for noget, blive frustreret og vred, føle alle disse følelser, der passer i musikken."

## Musikstil
Under indspilningerne til Character besluttede bandet at gå i en mere ekstrem retning, hvilket førte til et album med mere aggression, kompleksitet og teknik. Aggressionen kom blandt andet til udtryk ved brugen af blast beats i sangen "The New Build" for første gang siden 1996, og de nedstemte guitarer på "The Endless Feed", som var første gang gruppen ikke gjorde brug af standard stemning. Character blev dermed anset som et af bandets hårdeste albums til dato.
Om musikkens nye retning forklarede Mikael Stanne:
| Citat | Det ville have været nemt at lave endnu et Damage Done, gøre det simpelt, få flere folk ind i folden så at sige, men det ønskede vi ikke. Vi besluttede os, at sørge for, dette ville blive et album, der varede længere, og ikke bare noget vi ville lytte til i en uge, og så glemme det. Jeg syntes, der er en del af dens slags albums lige for tiden. Jeg bliver træt af dem efter en uge, og de er ikke sjove at lytte til mere. | Citat |
|       | |       |

## Spor
Originale numre
| 1. "The New Build" – 4:08 En sang med et meget intenst og hurtigt lydbillede, hvor bandet har gjort brug af blast beats for første gang siden 1996. Niklas Sundin beskrev sangen som aggressiv, mere rytmebaseret og mindre melodisk, bortset fra selve omkvædet. "The New Build" var den næstsidste sang, bandet skrev til albummet. 2. "Through Smudged Lenses" – 4:14 En meget hurtigt sang, som bandet har spillet et par gange til nogle festivaler som en smagsprøve for det kommende album. 3. "Out of Nothing" – 3:54 Sangen er bygget op omkring komplekse riffs og fremtrædende keyboards, der ligger langt væk fra omkvæd-vers-omkvæd standarden. Sundin forklarede dette var en sang, man var nødt til at lytte til flere gange før den gav mening. 4. "The Endless Feed" – 4:46 En elektronisk præget sang, skrevet af bandets keyboardspiller Martin Brändström, der tilføjede lyde fra computerspil. Nummeret er dog stadig meget guitarpræget, og det første til ikke at have guitarene stemt efter almindelig standard. 5. "Lost to Apathy" – 4:38 Sangen var den første, der blev skrevet til albummet. Lydbilledet er mere teknisk, og fyldt med melodiske passager. Stanne forklarede, den havde alle Dark Tranquillitys elementer, og var med til at afgøre den musikalske vej, for resten af Character. 6. "Mind Matters" – 3:32 Musikalsk indeholder sangen en meget power metal-lignende lyd, med åbningsriffet taget fra "Derivation tnb" fra Lost to Apathy epen, og spillet i dobbelt så hurtigt tempo. | 1. "One Thought" – 4:09 Sangen blev første gang præsenteret til en koncert i Italien et år forinden de begyndte indspilningerne til albummet. Stanne beskrev sangen meget publikumstilfredsstillende med dens ligefrem og iørefaldende simple lyd. Sundin beskrev sangen som en god repræsentation for Dark Tranquillity med dets hurtige riffs, fremtrædende elektroniske og melodiske passager som viste alle Dark Tranquillitys ansigter. 2. "Dry Run" – 4:09 Ifølge bandet er dette en af de hårdeste sange på albummet. 3. "Am I 1?" – 4:31 Am I 1? er et af albummets mest tekniske sange, og tekstmæssigt behandler den hele ideen bag Character. Oprindeligt var det meningen, at albummet skulle have haft navnet Am I 1?. 4. "Senses Tied" – 4:05 Ifølge Sundin er dette en af de mest fundamentale sange til albummet, og en af de sange, hvor Mikael Stanne synger konstant uden at trække vejret. 5. "My Negation" – 6:29 En længere og anderledes sang i forhold til de forrige, med en nærmest episk følelse og anden slags sangtekst. I slutningen er der et langt instrumentalt stykker, hvori der også er indblandet rene guitarer. Ifølge Sundin er det en god afslutningssang, der kan sammenlignes med "Abolt of Blazing Gold" fra deres første album. |